# Hieracium chlorobracteum
Hieracium chlorobracteum es una especie de planta con flor del género Hieracium, de la familia Asteraceae, orden Asterales.

## Distribución
Hieracium chlorobracteum se distribuye por Rumania.

## Taxonomía
Fue descrita científicamente por Degen & Zahn. Fue publicada en Magyar Bot. Lapok 7: 122 (1908).